# Albiez-Montrond
Albiez-Montrond is een gemeente in het Franse departement Savoie (regio Auvergne-Rhône-Alpes) en telt 357 inwoners (2004). De plaats maakt deel uit van het arrondissement Saint-Jean-de-Maurienne.

## Geografie
De oppervlakte van Albiez-Montrond bedraagt 50,2 km², de bevolkingsdichtheid is 7,1 inwoners per km².
De onderstaande kaart toont de ligging van Albiez-Montrond met de belangrijkste infrastructuur en aangrenzende gemeenten.

## Demografie
Onderstaande figuur toont het verloop van het inwonertal (bron: INSEE-tellingen).

## Foto's

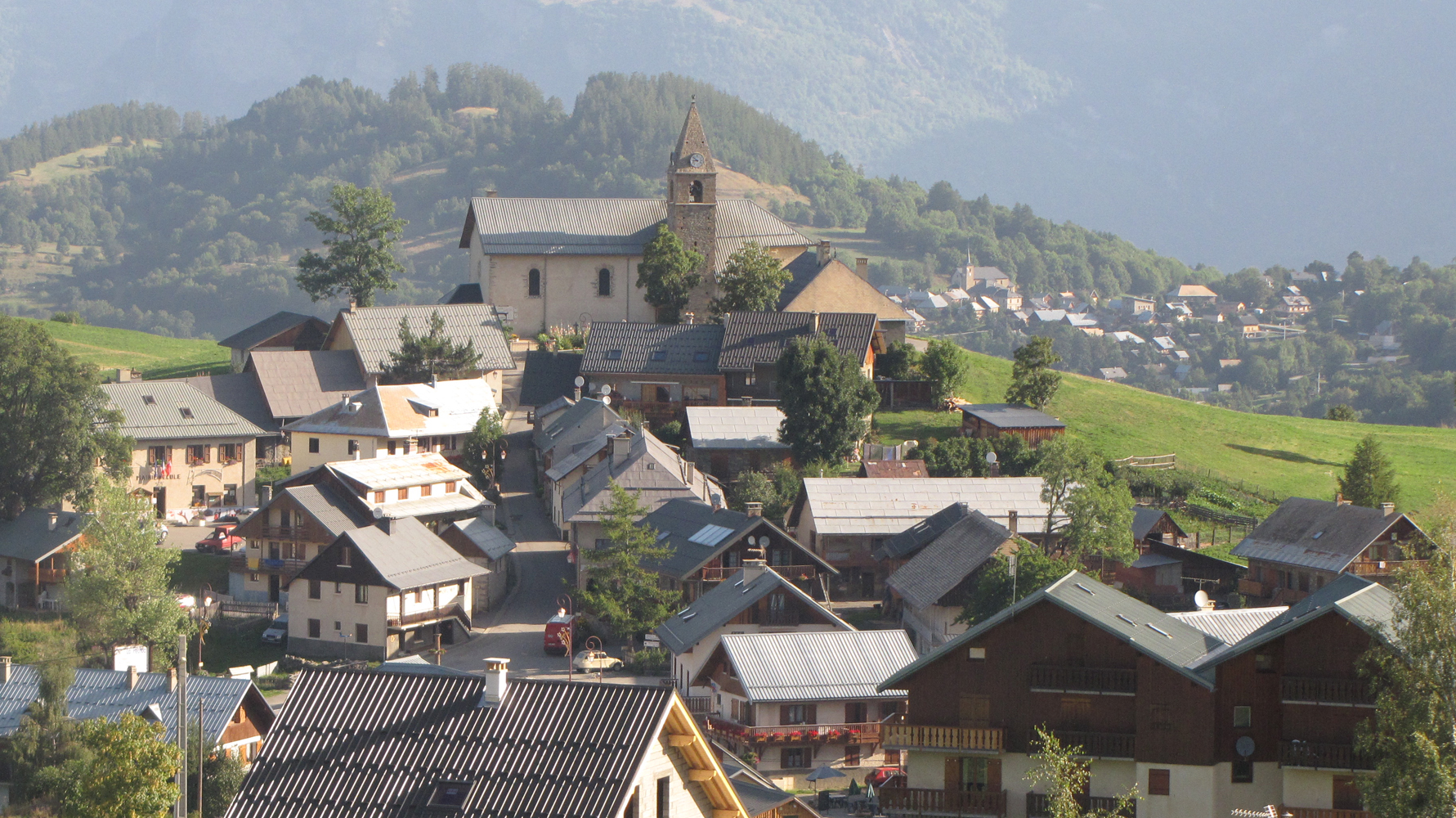